# Thank You (album Jamelia)
Thank You è il secondo album della cantante R&B inglese Jamelia. L'album è un mix di R&B, hip hop e pop ed è stato pubblicato in tre differenti edizioni fra il 2003 e il 2004. Dall'album sono stati estratti cinque singoli: Bout, Superstar, Thank You, See It In a Boy's Eyes e DJ/Stop. Alcune versioni internazionali contengono anche Universal Prayer in duetto con Tiziano Ferro. L'album ha ottenuto il disco di platino il 5 agosto 2004 ed ha ricevuto una nomination al Mercury Music Award nel 2004.

## Tracce

### Prima edizione
1. Bout (featuring Rah Digga)
2. Off Da Endz (featuring Asher D)
3. Taxi
4. Thank You
5. Dirty Dirty
6. B.I.T.C.H.
7. Superstar
8. Life
9. Club Hoppin' (Rap by Bubba Sparxxx)
10. Antidote
11. Cutie
12. Bounce

### Seconda edizione
1. Superstar
2. Thank You
3. DJ
4. See It in a Boy's Eyes
5. Taxi
6. Dirty Dirty
7. Club Hoppin' (Rap by Bubba Sparxxx)
8. Cutie
9. Bounce
10. Bout (featuring Rah Digga)
11. Off Da Endz (featuring Asher D)
12. B.I.T.C.H.
13. Life
14. Antidote
15. Universal Prayer (con Tiziano Ferro) (soltanto per la riedizione internazionale)

### Terza edizione
La terza edizione di Thank You presenta la stessa tracklist della seconda edizione, e l'unica differenza sostanziale è la copertina.